# Cayena

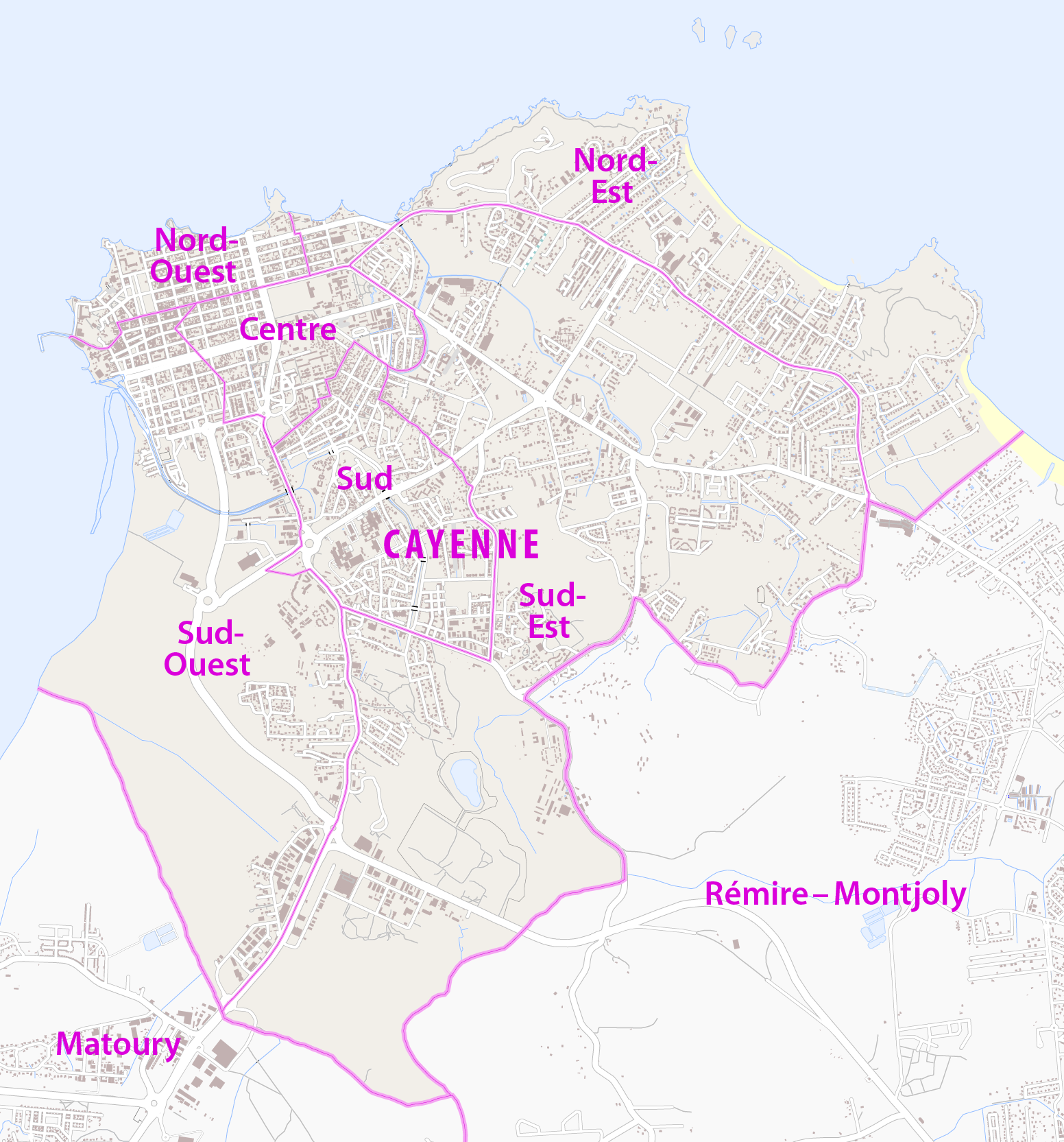
Cayena Metropolitana.

Cayena (en francés: Cayenne; en criollo guayanés, Kayenn) es una ciudad francoguayanesa en América del Sur, prefectura del departamento de ultramar de Guayana Francesa y del distrito de su mismo nombre. Está situada en la costa del océano Atlántico, en el lugar que antiguamente era una isla en la desembocadura del río Cayenne. Cayena es la mayor ciudad francófona de Sudamérica.
La ciudad tiene 57 229 habitantes según el censo de 2011. La ciudad cuenta con los servicios del Aeropuerto de Cayenne-Rochambeau, situado en la comuna vecina de Matoury, que se puede considerar un suburbio de Cayena, sin embargo esta no estaba incluida en el área urbana de Cayena según el INSEE de 1999. Incluyendo Matoury, la conurbación es de 100 323 habitantes en 2006.

## Historia

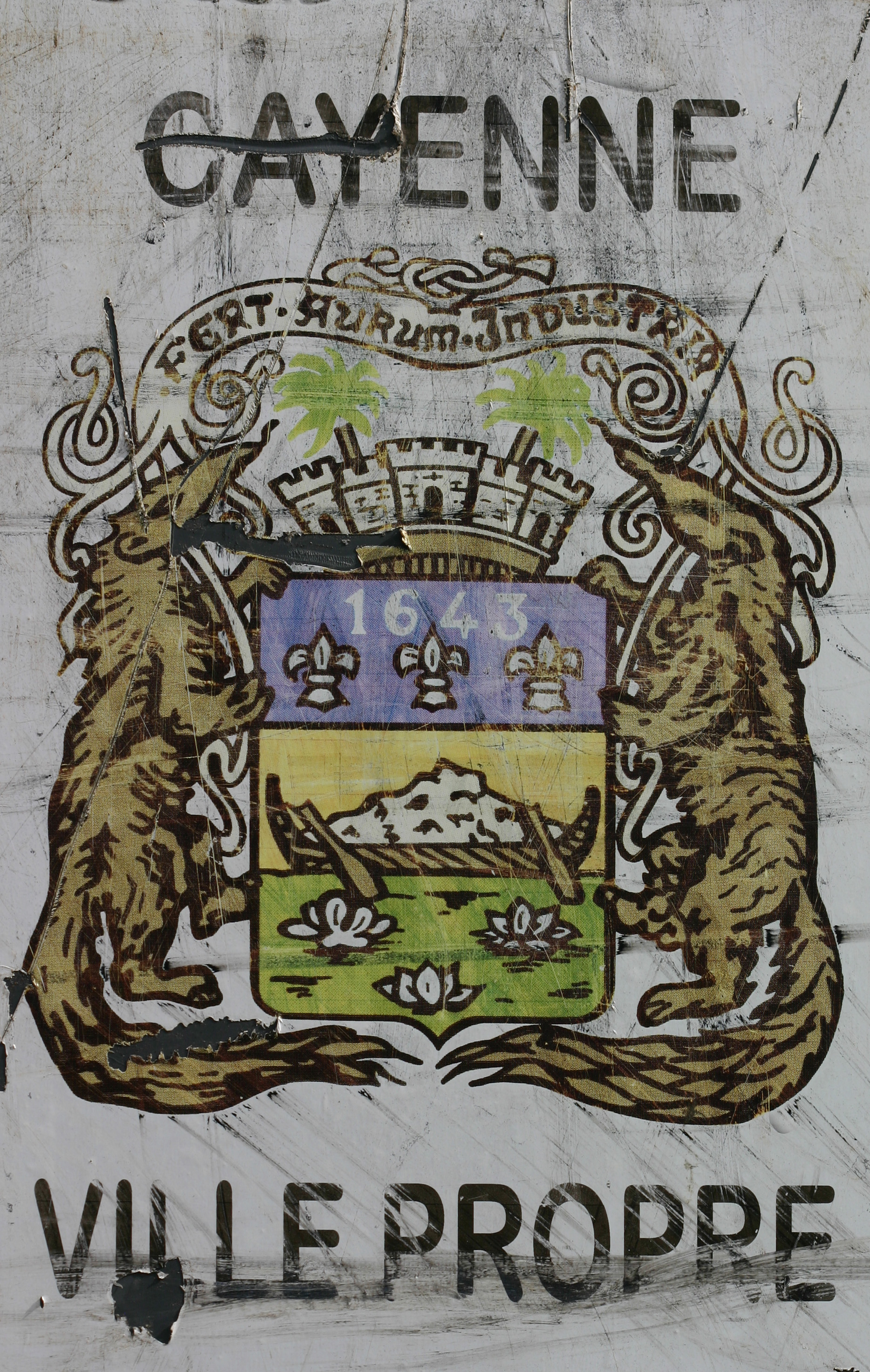
Escudo de la ciudad.

La región fue dejada de lado por los exploradores españoles debido a que estos la encontraron demasiado cálida para ser colonizada, por lo que la zona no fue ocupada por europeos hasta 1604 cuando Francia fundó un asentamiento, La Ravardière. Sin embargo, este fue destruido por los portugueses en virtud de lo acordado en el Tratado de Tordesillas. Los franceses volvieron en 1643, cuando fundaron la ciudad de Cayena, que abandonaron tras los ataques de indígenas, y fue ocupada por los Países Bajos entre 1654 y 1664. En 1664, Francia logró finalmente establecer con éxito un asentamiento permanente en Cayena, pero en 1667 volvió a manos de los neerlandeses. La ciudad cambió de manos continuamente entre los Países Bajos, Francia y el Reino Unido hasta que ya en el siglo XVIII pasaría definitivamente a manos francesas. Tras la emancipación de los esclavos, la ciudad fue elegida como emplazamiento para una colonia penal en la cercana isla del Diablo, que se mantuvo desde 1846 hasta 1948.
La población de la ciudad ha crecido rápidamente, sobre todo debido a los altos niveles de emigración desde las Antillas y Brasil, unido a una alta natalidad.

## Economía
Su economía se basa en la producción de ron y el cultivo y procesado de la caña de azúcar, así como en las exportaciones llevadas a cabo en su ámbito portuario de Dégrad des Cannes, principalmente oro, cuero, especias y madera. También es un importante centro en la cría de camarones.

## Cultura
Cayena cuenta con una gran variedad étnica. En la ciudad conviven criollos, haitianos, brasileños, venezolanos, europeos, y diversas comunidades asiáticas como los miao. La ciudad es famosa por su carnaval, que da comienzo con la llegada de Vaval (el rey del carnaval) el primer domingo después del Día de Año Nuevo, y continúa todos los fines de semana con bailes de disfraces nocturnos y desfiles los domingos por la tarde hasta el día anterior al miércoles de ceniza o Mardi Gras.

## Clima
| Parámetros climáticos promedio de Cayena (1981–2010) | Parámetros climáticos promedio de Cayena (1981–2010) | Parámetros climáticos promedio de Cayena (1981–2010) | Parámetros climáticos promedio de Cayena (1981–2010) | Parámetros climáticos promedio de Cayena (1981–2010) | Parámetros climáticos promedio de Cayena (1981–2010) | Parámetros climáticos promedio de Cayena (1981–2010) | Parámetros climáticos promedio de Cayena (1981–2010) | Parámetros climáticos promedio de Cayena (1981–2010) | Parámetros climáticos promedio de Cayena (1981–2010) | Parámetros climáticos promedio de Cayena (1981–2010) | Parámetros climáticos promedio de Cayena (1981–2010) | Parámetros climáticos promedio de Cayena (1981–2010) | Parámetros climáticos promedio de Cayena (1981–2010) |
| Mes                                                  | Ene.                                                 | Feb.                                                 | Mar.                                                 | Abr.                                                 | May.                                                 | Jun.                                                 | Jul.                                                 | Ago.                                                 | Sep.                                                 | Oct.                                                 | Nov.                                                 | Dic.                                                 | Anual                                                |
| ---------------------------------------------------- | ---------------------------------------------------- | ---------------------------------------------------- | ---------------------------------------------------- | ---------------------------------------------------- | ---------------------------------------------------- | ---------------------------------------------------- | ---------------------------------------------------- | ---------------------------------------------------- | ---------------------------------------------------- | ---------------------------------------------------- | ---------------------------------------------------- | ---------------------------------------------------- | ---------------------------------------------------- |
| Temp. máx. abs. (°C)                                 | 32.5                                                 | 32.3                                                 | 32.2                                                 | 33.0                                                 | 33.2                                                 | 33.7                                                 | 34.5                                                 | 35.0                                                 | 35.2                                                 | 35.1                                                 | 34.6                                                 | 34.1                                                 | '                                                    |
| Temp. máx. media (°C)                                | 29.1                                                 | 29.2                                                 | 29.6                                                 | 29.9                                                 | 29.9                                                 | 30.2                                                 | 30.8                                                 | 31.6                                                 | 32.1                                                 | 32.2                                                 | 31.5                                                 | 30.1                                                 | 30.5                                                 |
| Temp. media (°C)                                     | 26.2                                                 | 26.3                                                 | 26.5                                                 | 26.8                                                 | 26.7                                                 | 26.6                                                 | 26.6                                                 | 27.0                                                 | 27.2                                                 | 27.3                                                 | 27.0                                                 | 26.6                                                 | 26.7                                                 |
| Temp. mín. media (°C)                                | 23.3                                                 | 23.4                                                 | 23.5                                                 | 23.7                                                 | 23.5                                                 | 22.9                                                 | 22.4                                                 | 22.4                                                 | 22.2                                                 | 22.3                                                 | 22.5                                                 | 23.1                                                 | 22.9                                                 |
| Temp. mín. abs. (°C)                                 | 17.4                                                 | 18.9                                                 | 18.5                                                 | 19.0                                                 | 18.8                                                 | 18.9                                                 | 19.0                                                 | 19.0                                                 | 18.7                                                 | 18.6                                                 | 17.2                                                 | 18.0                                                 | '                                                    |
| Lluvias (mm)                                         | 451.2                                                | 309.4                                                | 334.3                                                | 448.4                                                | 579.4                                                | 411.4                                                | 245.7                                                | 143.6                                                | 55.7                                                 | 63.3                                                 | 133.4                                                | 340.5                                                | 3516.3                                               |
| Días de lluvias (≥ 1.0 mm)                           | 23.6                                                 | 20.0                                                 | 20.7                                                 | 22.2                                                 | 26.4                                                 | 25.2                                                 | 20.6                                                 | 14.2                                                 | 7.1                                                  | 7.6                                                  | 11.9                                                 | 21.6                                                 | 221.1                                                |
| Horas de sol                                         | 95.1                                                 | 92.4                                                 | 120.0                                                | 123.5                                                | 122.4                                                | 150.4                                                | 200.5                                                | 234.4                                                | 253.4                                                | 256.4                                                | 211.5                                                | 143.3                                                | 2003.0                                               |
| Humedad relativa (%)                                 | 82                                                   | 80                                                   | 82                                                   | 84                                                   | 85                                                   | 82                                                   | 78                                                   | 74                                                   | 71                                                   | 71                                                   | 76                                                   | 81                                                   | 78.8                                                 |
| Fuente: Météo-France                                 |                                                      |                                                      |                                                      |                                                      |                                                      |                                                      |                                                      |                                                      |                                                      |                                                      |                                                      |                                                      |                                                      |